# John Gould Fletcher
John Gould Fletcher (Little Rock, Arkansas, 3. siječnja 1886. – Little Rock, 10. svibnja 1950.), američki pjesnik 
Veći dio života proveo je izvan SAD-a. Bio je jedan od vođa imagista u Engleskoj. Eksperimentirao je i s "polifonom prozom". Nakon povratka u Ameriku postao je jedan od vođa "agraraca", književne grupa s juga SAD-a, koja tražila poljoprivrednu ekonomiju za taj kraj i povratak njegovoj staroj aristokratskoj kulturi. 
Zbirke pjesama:
- "Knjiga prirode,
- "Zračenja",
- "Demoni i pagode".
- "Drvo života".
- "Crna stijena".